# The Blind Adventure
The Blind Adventure è un film muto del 1918 diretto da Wesley H. Ruggles. La sceneggiatura di George H. Plympton si basa su The Agony Column, romanzo di Earl Derr Biggers pubblicato nel 1916 a Indianapolis. Il romanzo venne poi pubblicato a puntate dall'8 al 22 luglio 1926.

## Produzione
Il film fu prodotto dalla Greater Vitagraph (V-L-S-E).

## Distribuzione
Il copyright del film, richiesto dalla Vitagraph Co. of America, fu registrato il 31 dicembre 1917 con il numero LP11904.
Presentato da Albert E. Smith
Non si conoscono copie ancora esistenti della pellicola che viene considerata presumibilmente perduta.

### Altre versioni
- The Man Upstairs, regia di Roy Del Ruth (1926)
- The Second Floor Mystery, regia di Roy Del Ruth (1930)
- Passaggio a HongKong (Passage from HongKong), regia di D. Ross Lederman (1941)